# Батьківщина (кінотеатр, Миколаїв)

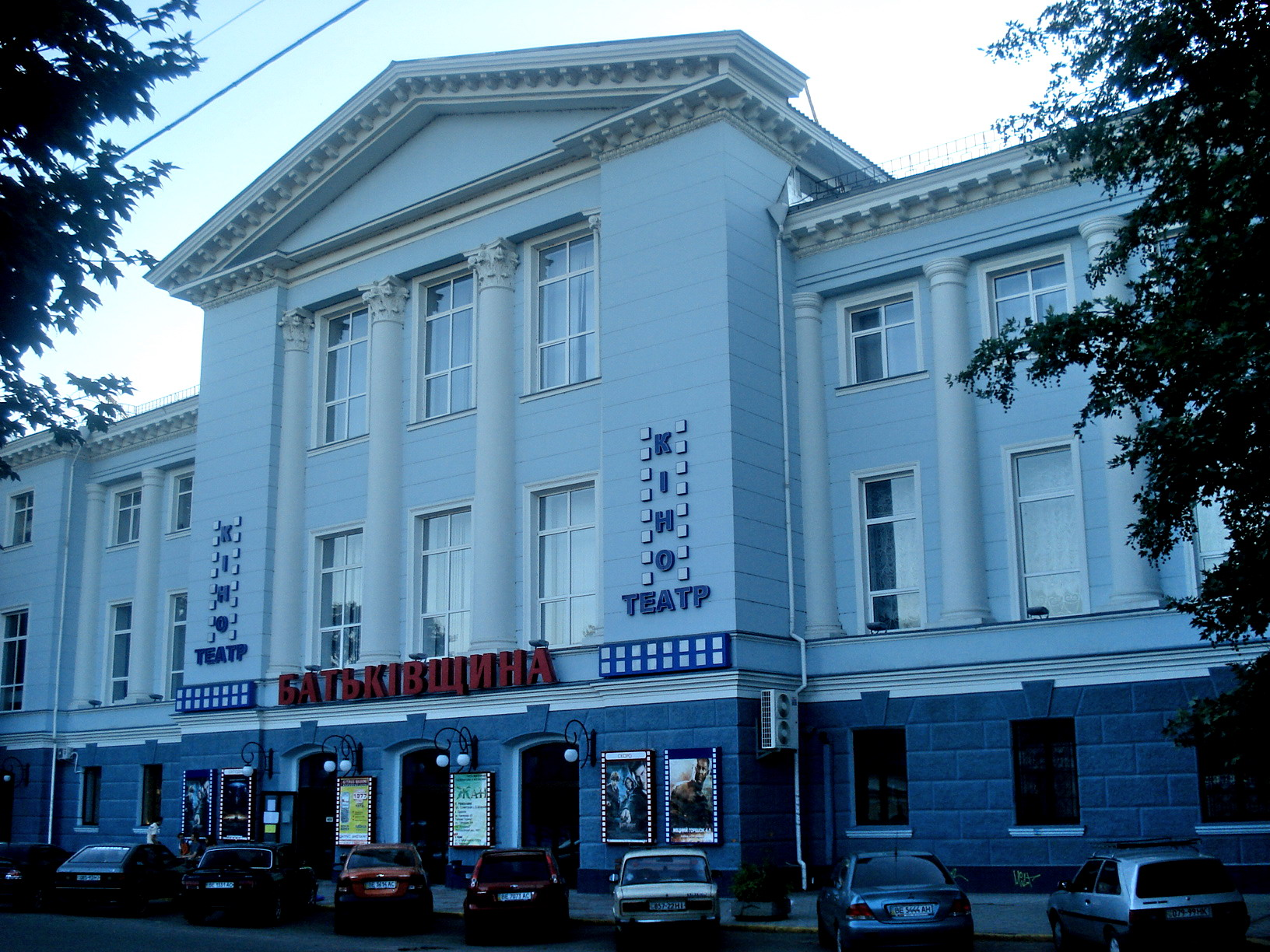
Кінотеатр «Батьківщина» у 2008 році

«Батьківщина» — центральний кінотеатр міста Миколаєва.

## Розташування та адреса
Кінотеатр розташований у центрі Миколаєва за адресою: м. Миколаїв, вулиця Маріупольська, 9.

## Історія
16 січня 1963 року на місці напівзруйнованої будівлі театру «Червоний будинок», що зводилась до революції, був побудований кінотеатр «Батьківщина» на 1000 місць та обласна бібліотека. Автори проекту: архітектори В. І. Добровольська, Н. І. Коган, інженери А. А. Добролюбов, В. П. Колісниченко, І. Л. Бахацький, П. П. Сидоренко, Л. І. Христич.
Раніше кінотеатр, разом з кінотеатром «Молодість» входив у мережу кінотеатрів КіноСвіт, засновником та власником якої була Миколаївська міська рада. Пізніше мережа кінотеатрів зникла і залишився лише кінотеатр «Батьківщина», у якому розміщується 1 екран.
З 27 квітня 2011 року у кінотеатрі «Батьківщина» почалася трансляція фільмів в 3D форматі Dolby ® 3D Digital Cinema.
У травні 2011 року у миколаївській пресі з'явилась інформація про те, що приміщення кінотеатру будуть продані на відкритих торгах у рахунок погашення заборгованості перед ВАТ «ПУМБ». Стартова ціна цієї нерухомості становить 8 321 204 гривні.
Вночі 22 вересня 2022 року під час російського вторгнення в Україну у дворі житлових будинків, розташованих за кінотеатром впав розгінний блок однієї з 9 ракет С-300, якими росіяни обстріляли місто.

## Опис
Нинішні технічні характеристики кінотеатру:
- загальна площа приміщень кінотеатру — 3 992,9 м² м²;
- розмір кіноекрана — 17Х8 м[5];
- стереозвук Dolby Digital Surround EX;
- кількість глядацьких місць у залі — 473.

Глядацька зала кінотеатру кондиціонована. «Батьківщина» має VIP-зону та парковку для авто.

## Виноски
1. ↑  Історія Миколаєва — Літопис міста. Хроніка найважливіших історичних подій Миколаєва[недоступне посилання](рос.)[недоступне посилання з лютого 2019]
2. ↑  http://www.gerasjuta.ru/sait/files/Strategy.doc%5Bнедоступне+посилання+з+вересня+2019%5D
3. ↑  «У Миколаєві на аукціоні за борги продадуть … „Батьківщину“» Преступности. Нет [Архівовано 24 серпня 2011 у Wayback Machine.](рос.)
4. ↑  У Миколаєві розгінний блок ракети впав у двір кінотеатра. Південна правда. Процитовано 22 вересня 2022.
5. ↑  pinokio.mk.ua[недоступне посилання з червня 2019]